# Onoskelis
Onoskelis è un demone della mitologia ebraica, dalla forma di una bella donna dalla pelle molto chiara.

## Storia
Secondo il Testamento di Salomone, testo apocrifo del Vecchio Testamento, una volta che Beelzebub, costretto tramite anello con sigillo donato da Dio a Salomone a sottostare al volere di quest'ultimo, portò al cospetto del re d'Israele Onoskelis, marchiandola a sua volta.
Non ponendo sottrarsi al volere di Salomone, Onoskelis svela di aggirarsi tra una grotta d'oro, dove ella dorme, e presso precipizi, grotte o burroni, strangolando gli uomini o facendoli cedere alla loro vera natura. Spesso si congiunge con gli uomini nelle sembianze di una donna, soprattutto quelli dalla pelle scura, perché condividono con lei la sua stella, adorandola apertamente o in segreto. Ed infine, rivela che è l'angelo Gioele a punirla con la frusta.
Salomone, una volta udito ciò, le ordinò di intrecciare la canapa per le corde usate per la costruzione della casa di Dio, e così fu, finché lo Spirito Santo non si allontanò da Salomone, per aver adorato altri idoli al di fuori di Dio.